# Michele Tenore
Michele Tenore (5. květen 1780 Neapol – 19. červenec 1861 tamtéž) byl italský botanik, který působil hlavně v Neapoli. 

## Životopis
Tenore studoval universitu v Neapoli, kterou ukončil lékařským titulem roku 1800. Jeho přáteli byli botanici Domenico Maria Leone Cirillo (1739-1799) a Vincenzo Petagna (1734-1810), s nimiž podnikl mnoho botanických exkurzí do kraje Abruzzo a zvláště do Majella a pořádal i soukromé botanické kurzy.
Tenore se podílel i na založení botanické zahrady v Neapoli a v roce 1850 se stal jejím ředitelem. Také působil jako prezident Accademia nazionale delle scienze.

## Dílo (výběr)
- TENORE M., 1811-38 – Flora Napolitana. Napoli. 1-5. Stamperia Reale, Napoli. Tipografia del Giornale Enciclopedico, Napoli. Stamperia Francese, Napoli. Stamperia Francese, Napoli.
- TENORE M., 1832 – Memoria sulle peregrinazioni botaniche effettuate nella provincia di Napoli nella primavera del 1825 dal Cavaliere Michele Tenore colle indicazioni di alcune piante da aggiungersi alla Flora Napolitana e la descrizione di una specie di Ononis. Atti R. Accad. Scienze Cl. Fis. e St. Nat., 3: 49-88.
- TENORE M., 1843 – Rapporto intorno alle peregrinazioni de' soci ordinari M. Tenore e G. Gussone eseguite in Luglio 1834. Atti R. Accad. Scienze 5(1): 283-290. Napoli 1843 (in collab. con G. Gussone).
- TENORE M., 1843 – Osservazioni botaniche raccolte in un viaggio eseguito per diversi luoghi della provincia di Terra di Lavoro e di Abruzzo nell'està del 1834 dai soci Tenore e Gussone. Ibid.: 291-334, 1 tav. Napoli 1843 (In collab. con G. Gussone).
- TENORE M., 1846 – Osservazioni intorno all'Erbario Centrale di Firenze (23 settembre 1845). p. 852. Napoli 1846.
- TENORE M., 1856 – Una gita all'Isola d'Ischia. Lettera al Sig. N. N. Giornale "L'Iride" 1, n. 20 (estr. pp. 6) Napoli, Tip. Gazzette de' Tribunali ( 14x21.5).